# Salcedo Coronel
Pour les articles homonymes, voir Coronel.
José García de Salcedo Coronel (Séville, 1592 - Madrid, 1661) est un écrivain espagnol.

## Biographie
Il fut capitaine de la garde du vice-roi de Naples et gouverneur de la ville de Capoue. Lope de Vega en fait l'éloge comme poète, et il était un grand admirateur de Luis de Góngora, dont il publia en quatre volumes les œuvres commentées (1626-1648).

## Œuvre
De son œuvre poétique, on note entre autres titres Rimes (1627), Pangérique au sérénissime Infant Cardinal (1636) et Verres de l'Hélicon ou seconde partie des rimes (1650).